# Dahvie Vanity
Dahvie Vanity, líder  y fundador de la banda Blood On The Dance Floor. Trabajo junto a Jayy Von Monroe desde 2009 hasta una disolución del grupo en 2016, actualmente famoso por haber abusado de menores de edad.
Después de la disolución de su anterior grupo fundó uno nuevo llamado Sinners are winners
Con un nuevo estilo musical guiado esta vez más a lo dark industrial 
Lanzando así dos discos. Maneja voces, piano, teclados, sintetizadores, programación y guitarras. Actualmente vive en Florida, Estados Unidos.

## Biografía
Nació en Carolina del Norte. Se mudó a Orlando a temprana edad, cuando su familia decidió comenzar desde cero en una ciudad más desarrollada. Antes, él había crecido pobre, en un remolque.
Su primera banda musical fue creada en 2006 a la edad de 21 años llamada Love The Fashion, más tarde llamado Blood On The Dance Floor con quien trabajó hasta 2008 con Christopher Monguillo y Rebecca Fugate, con quien componía sus letras crueles y explícitas. Junto a ellos, lanzó los discos "Let's Start a Riot!" y "It's Hard to be a Diamond in a Rhine Stone World" en 2008. Después de que estos dos abandonaran la banda, contrató a Garret Ecstasy como vocalista screamer en 2009. Junto a Garret publicó tres EP: "I Scream I Scream", "OMFG Sneak Peak" y "Extended Play!". Después, Vanity le acusó de robarle y se separaron. Entonces, contrató a Jayy Von Monroe, con quien estuvo junto a él hasta la disolución de la banda a finales de 2016. 
Lanzaron los álbumes: "Epic", "All the Rage!!", "(R)Evolution", "Bad Blood", "Bitchcraft" y "Scissors" además de varios videoclips.
Actualmente se encuentra en su segundo proyecto musical fundado por él llamado Sinners are winners.
Además de lanzar un nuevo álbum llamado "Kawaii Monster" en su antigua banda BOTDF además cuenta con Fallon Vendetta (Novia De Insanity) como vocalista.
Tiene su propio sello independiente: Dark Fantasy Records, anteriormente Candyland Records.
Es católico y, pese al rechazo de su madre por su música, su padre lo apoya. Según Vanity su madre odia las malas palabras presentes en las letras, pero le gusta el ritmo de la música.
Dahvie Vanity tiene mucho afecto hacia sus fanáticos de todo el mundo. A su club de fanes lo llamó "Slash Gash Terror Crew", en el año 2008, en sus comienzos. También es un peluquero profesional.
A diferencia de lo que se cree, Vanity es Heterosexual y esto lo ha dicho en varios post. También fue acusado de violación, y pasó por debajo de los radares, hecho que se volvió un fenómeno de internet.
Está siendo investigado por pedofilia actualmente (2020) y muchas víctimas han salido a la luz contando su experiencia.

## Denuncias
Vanity ha sido el foco de numerosas denuncias de violación y agresión sexual, la mayoría derivadas de encuentros con fans menores de edad. Sin embargo, para todas las mujeres que se han pronunciado en contra del músico de la escena electrónica, su base de fans sigue rabiosa y aún tiene que enfrentar repercusiones legales. El vocalista ha sido denunciado principalmente por abusar sexualmente de menores entre 10 a 14 años, siendo el primer informe de 2007, meses antes de que Jesús David Torres se convirtiera en Dahvie Vanity y formara el grupo de Blood On The Dance Floor. Ese mismo año conoce a  Dianna Farrell, de 14 años, en MySpace, donde tenía una página popular como estilista, condujo por todo el estado para "darle un nuevo peinado". Convenientemente llegó lo suficientemente tarde como para que la madre de Farrell tuviera que irse a un turno de noche, dejando a la joven sola con Torres, que entonces tenía 22 años.
Las víctimas de Vanity han dado testimonios de como el cantante las manipulaba para obtener favores sexuales siendo ellas niñas de entre 10 y 12 años en 2009 y 2010, no obstante, testimonios afirman que sus actitudes abusivas con menores de edad continuaron durante toda la siguiente década hasta 2019. Otra de sus víctimas hoy una mujer, Megan Hood, dio su testimonio contando que conoció a Torres cuando tenía 14 años. Después de darle su primer beso mientras veía una película, Torres llevó a Hood a su auto y la violó oralmente con tanta violencia que sangró y le arrancaron el cabello de la cabeza. Utilizando una manipulación similar a la que hizo con otra chica conocida como Kay, convenció a Hood de que volara a su casa de San Diego algún tiempo después. Le había comprado un vuelo de ida, pero no había reservado un vuelo de regreso. "Dijo que tendría que hacerle favores sexuales si quería recuperar un boleto", recordó Hood, y dijo que cada acto de sexo oral gastaba 50 dólares en un boleto de avión. “Eso es lo que tuve que hacer para llegar a casa. Hasta la fecha  aun se espera el juicio.
Caso Jessi Slaughter
También fue acusado por Jessi Slaughter, en aquel entonces por el 2010, una niña de 11 años, afirmó que tuvo relaciones sexuales con Dahvie Vanity, sin embargo, muchos creyeron que mentía y que sólo era una niña presumida, al ver un vídeo de Jessi Slaughter presumiendo a su novio y amenazando de dispararles con una pistola a sus detractores, la respuesta de los opositores de Jessi Slaughter, fue una ola de burlas y acoso por internet hacía Jessi Slaughter, la cual publicó un vídeo en internet en donde se le veía llorando diciendo que arruinaron su vida.